# Zachariah Blackistone
Zachariah Deminieu Blackistone Jr., né le 16 février 1871 à Charlotte Hall et mort le 18 avril 1982 à Washington, est un fleuriste supercentenaire qui est, du 5 septembre 1980 à sa mort, l'homme vivant le plus âgé au monde.

## Biographie
Zachariah Deminieu Blackistone Jr., dit « Zeddie », naît le 16 février 1871 au Maryland. Il est le neuvième enfant d'une famille descendant de colons anglais venus s'installer dans le comté de Saint Mary. À l'âge de 20 ans, il quitte la ferme familiale et se dirige vers la capitale Washington. En 1898, il loue un magasin de fleuriste puis s'installe au 1407, rue H Nord-Ouest, où il lance son entreprise Blackistone Florits Inc.  
Sous l'administration de Roosevelt, la Maison-Blanche l'appelle quotidiennement pour envoyer des fleurs à Alice Roosevelt Longworth. À l'âge de 100 ans, il est invité d'honneur à la Maison Blanche. Il continue à travailler jusqu'à l'âge de 105 ans.  
Le 5 septembre 1980, après le décès de Charlie Philips, il devient l'homme vivant le plus âgé au monde. Interrogé sur son secret de longévité, Blackistone à déclaré : « une bonne conscience pure. Je pense que c'est la clé d'une vie longue et heureuse. Et aussi de vivre avec Dieu dans ma vie. C'est le secret, de vivre avec Dieu dans notre vie ». Il mentionne également son métier de fleuriste qui a pu contribuer à sa longévité car il s'agissait d'un travail « très polyvalent ».
Il décède le 18 avril 1982 dans sa maison de retraite, des suites d'une pneumonie, à l'âge de 111 ans et 61 jours.